# Ратко Јовичић
Ратко Јовичић (Гучево, код Рогатице, 1. јануар 1919 — Сарајево, 11. фебруар 1991) био је учесник Народноослободилачке борбе, друштвено-политички радник СР Босне и Херцеговине и народни херој Југославије.

## Биографија
Рођен је 1. јануара 1919. године у селу Гучеву, код Рогатице. Потицао је из сиромашне земљорадничке породице. Основну школу је завршио у родном селу, а након тога се бавио земљорадњом све до 1941. године. Повремено је радио и код имућнијих сељака у свом крају.
Јула 1941. године када је на Романији избио народни устанак Ратко је ступио у прву партизанску групу, коју је код Рогатице формирао Данило Ђокић. Ова група је потом отишла у Сјемећ, где је формирана Сјемећка партизанска чета. У току Народноослободилачког рата, Ратко је обављао разне војне дужности — заменика командира и командира Гучевске чете Романијског партизанског одреда, команданта Рогатичког батаљона Романијског одреда, командира чете у Гласиначком ударном батаљону, који је у првој половини 1942. године извесно време био у саставу Прве пролетерске ударне бригаде, а потом је прешао у састав тада формиране Шесте источнобосанске ударне бригаде. Године 1944. је био постављен за команданта Другог батаљона Двадесете романијске бригаде, а касније и за заменика команданта ове бригаде. Након тога је био командант Деветнаесте бирчанске бригаде и на овој дужности је остао до краја рата.
Ратко Јовичић се истакао као храбар борац у свим борбама у којима је учествовао. У првој акцији Сјемићке партизанске чете изведеној јула 1941. године на путу Рогатица—Вишеград, када су разбијене усташе и ослобођена група људи, које су усташе повеле у Рогатицу на стрељање, Ратко се јуришајући на непријатеља истакао међу борцима. Истицао се и у каснијим борбама на Сјемићу, у Пешурићима, на Рорици, у нападу на Рогатици, око Стамболчића, Сјетлине, Праче, у борбама на Ковању, као и у борбама око Врбнице у току Треће непријатељске офанзиве. Посебно се истакао у борби с Немцима на Козари, на почетку Пете непријатељске офанзиве када је Раткова чета уништила 20 возила и избацила из строје више непријатљеских војника. Приликом напада на Зворник, 1944. године, заједно с борцима Другим батаљоном Двадесете романијске бригаде упао у град и разбио јаку усташку посаду, која је бранила град.
Као један од истакнтих бораца Шесте источнобосанске бригаде био је новембра 1942. године примљен у чланство Комунистичке партије Југославије (КПЈ).
Након завршетка рата Ратко је радио у Народној милицији — био је начелник за унутрашње послове Сарајева и командант Милиције НР Босне и Херцеговине. Такође, био је активан и као друштвено-политички радник — био је члан Републичког и Савезног одбора Социјалистичког савеза радног народа (ССРН), члан Републичког и Савезног одбора Савеза удружења бораца Народноослободилачког рата (СУБНОР), члан Градског комитета и Обласног комитета Савеза комуниста Сарајева. Биран је за народног посланика Народне скупштине НР Босне и Херцеговине и за члана Савета Републике СР Босне и Херцеговине.
Умро је 11. фебруара 1991. године у Сарајеву.
Носилац је Партизанске споменице 1941. и других југословенских одликовања. Орденом народног хероја је одликован 27. новембра 1953. године.